# Ermita de San Roque (Segovia)
La ermita de San Roque fue un templo de la ciudad española de Segovia, ya desaparecido.

## Descripción
La ermita, situada en lo que ahora se conoce como paseo de Ezequiel González, estaba dedicada a san Roque, patrón de los contagiados por epidemias, pues se le agradecía que hubiese librado a la ciudad de la peste que la asoló en 1599. Aparece descrito en Las calles de Segovia (1918) de Mariano Sáez y Romero, en el epígrafe dedicado a la vía, con las siguientes palabras:

Antes se daba culto a San Roque en una pequeña ermita que hubo en las cercanías de esta calle, en el Paseo Nuevo, por donde se halla hoy la iglesia de los sucesores de Molina. La ermita era tributo del pueblo segoviano al Santo milagroso, por haber sacado a la Ciudad de la espantosa peste que en el año 1599 asoló al Reino, causando numerosas víctimas y por lo que se acordó el Voto de Ciudad con función religiosa todos los años el día del Santo titular. Votó la Ciudad celebrar la fiesta de San Roque el 8 de agosto, siendo Obispo D. Andrés Pacheco y el 1.º de septiembre siguiente ya no había enfermos en los hospitales.
(Sáez y Romero, 1918, p. 170)